# Kociánek dvoudomý
Kociánek dvoudomý (Antennaria dioica) je vytrvalá, asi 7–30 cm vysoká bylina s plazivým oddenkem. Kvete v květnu a červnu, v horách až v červenci. Roste v sušších lesích, na pastvinách, v křovinách, na výslunných stráních i na horských lukách. V Alpách byla nalezena ve výši 2849 m. Květů této rostliny se dříve používalo také v domácím lékařství. V České republice patří k silně ohroženým druhům (C2). V 21. století neustále ubývá i na početně velmi bohatých lokalitách, v nižších polohách již téměř vyhynul.

## Externí odkazy

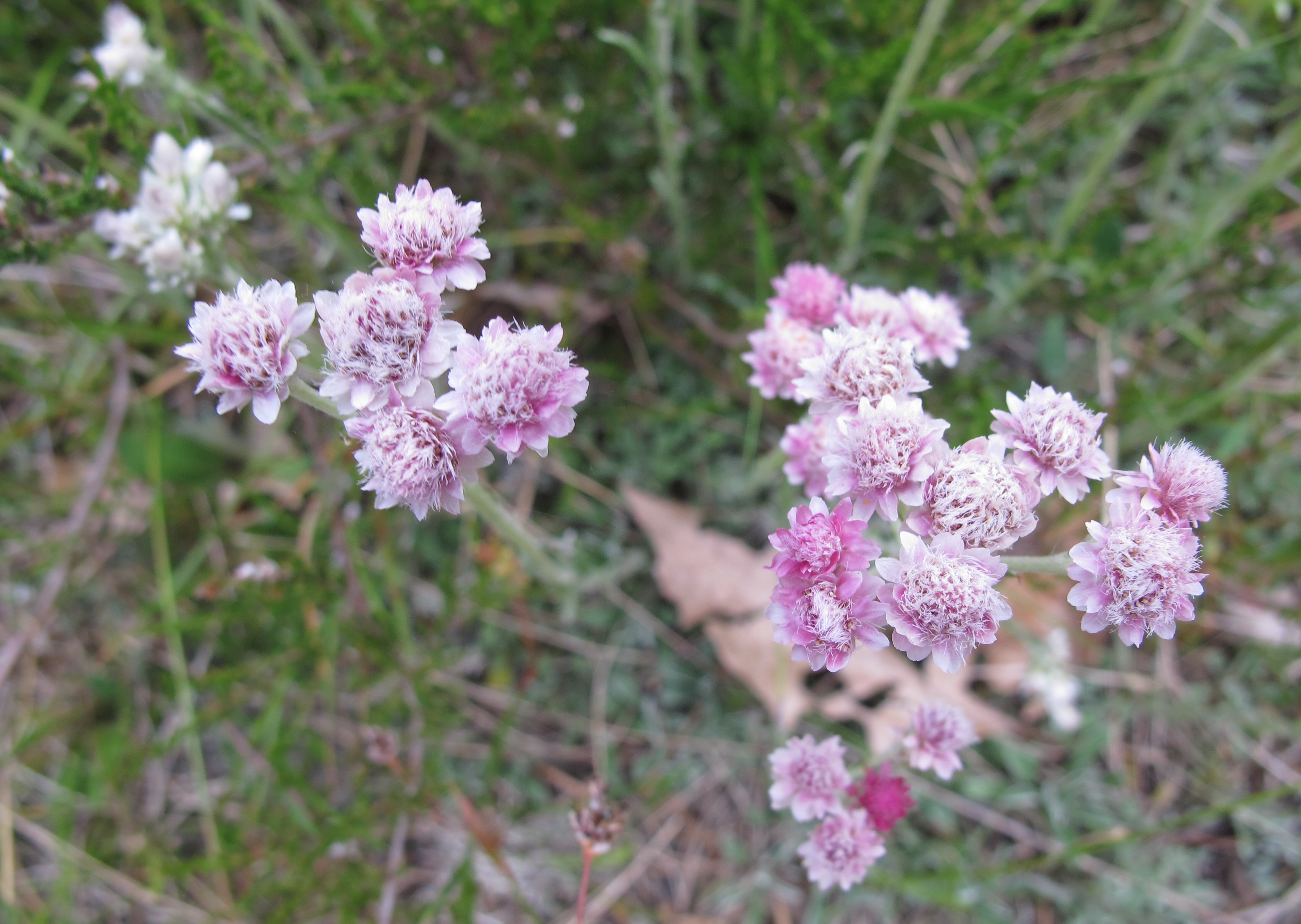
Kociánek dvoudomý v PP Na horách